# Подґуркі (Західнопоморське воєводство)
Подґуркі (пол. Podgórki) — село в Польщі, у гміні Малехово Славенського повіту Західнопоморського воєводства.
Населення — 212 осіб (2011).

## Демографія
Демографічна структура станом на 31 березня 2011 року:
|          | Загалом | Допрацездатний вік | Працездатний вік | Постпрацездатний вік |
| -------- | ------- | ------------------ | ---------------- | -------------------- |
| Чоловіки | 111     | 36                 | 67               | 8                    |
| Жінки    | 101     | 26                 | 56               | 19                   |
| Разом    | 212     | 62                 | 123              | 27                   |